# Sofian Kiyine
Sofian Kiyine (Verviers, 2 oktober 1997) is een Marokkaans-Belgisch voetballer die doorgaans speelt als middenvelder. In september 2024 verruilde hij OH Leuven voor Triestina.

## Clubcarrière
Kiyine speelde in de Academie JMG en vanaf 2013 in de jeugdopleiding van Standard Luik. In 2015 maakte de middenvelder de overstap naar Chievo Verona, waar hij op 8 januari 2017 zijn professionele debuut maakte. Op die dag werd met 1–4 verloren van Atalanta Bergamo. Alejandro Gómez scoorde twee keer voor die club en ook Andrea Conti en Remo Freuler kwamen tot scoren. Namens Atalanta zorgde Sergio Pellissier voor een tegentreffer. Kiyine moest op de reservebank beginnen maar van coach Rolando Maran mocht hij zes minuten voor tijd invallen voor Valter Birsa.
De Belgische Marokkaan werd in de zomer van 2017 voor één seizoen op huurbasis gestald bij Salernitana, uitkomend in de Serie B. Op dit niveau maakte Kiyine zijn eerste professionele doelpunt. Op 16 december 2017 opende hij op bezoek bij Virtus Entella de score. Door een treffer van zijn teamgenoot Mattia Sprocati won Salernitana uiteindelijk met 0–2. Hij speelde dat seizoen 23 wedstrijden en scoorde daarin twee keer, alvorens hij terugkeerde bij Chievo Verona. Na twee seizoenen en 33 wedstrijden voor Chievo Verona trok In juli 2019 Lazio de middenvelder aan en gaf de club hem een verbintenis voor vijf seizoenen. Hij werd hierop direct voor één seizoen verhuurd aan Salernitana. Na zijn terugkeer zat Kiyine een halfjaar op de tribune van Lazio, voor hij opnieuw verhuurd werd aan Salernitana. Venezia nam Kiyine op huurbasis over aan het begin van het seizoen 2021/22.
In de zomer van 2022 keerde Kiyine na zeven jaar terug naar België, waar hij voor vier seizoenen bij OH Leuven tekende. Na het door hem veroorzaakte ongeluk (zie het kopje 'Auto-ongeval') werd zijn contract in augustus 2024 in onderling overleg ontbonden door OH Leuven. Hierop besloot Kiyine weer in Italië te gaan spelen, bij Triestina. Die club verhuurde hem in februari 2025 aan Foggia.

## Clubstatistieken
| Seizoen | Club          | Competitie      | Competitie | Competitie | Beker | Beker | Internationaal | Internationaal | Totaal | Totaal |
| Seizoen | Club          | Competitie      | Wed.       | Dlp.       | Wed.  | Dlp.  | Wed.           | Dlp.           | Wed.   | Dlp.   |
| ------- | ------------- | --------------- | ---------- | ---------- | ----- | ----- | -------------- | -------------- | ------ | ------ |
| 2016/17 | Chievo Verona | Serie A         | 7          | 0          | 1     | 0     | —              | —              | 8      | 0      |
| 2017/18 | → Salernitana | Serie B         | 23         | 2          | 0     | 0     | —              | —              | 23     | 2      |
| 2018/19 | Chievo Verona | Serie A         | 23         | 0          | 2     | 0     | —              | —              | 25     | 0      |
| 2019/20 | Lazio         | Serie A         | —          | —          | —     | —     | —              | —              | 0      | 0      |
| 2019/20 | → Salernitana | Serie B         | 34         | 10         | 2     | 1     | —              | —              | 36     | 11     |
| 2020/21 | Lazio         | Serie A         | 0          | 0          | 0     | 0     | 0              | 0              | 0      | 0      |
| 2020/21 | → Salernitana | Serie B         | 13         | 0          | 0     | 0     | —              | —              | 13     | 0      |
| 2021/22 | → Venezia     | Serie A         | 26         | 1          | 2     | 0     | —              | —              | 28     | 1      |
| 2022/23 | OH Leuven     | Eerste klasse A | 20         | 2          | 1     | 0     | —              | —              | 21     | 2      |
| 2023/24 | OH Leuven     | Eerste klasse A | 7          | 0          | 1     | 0     | —              | —              | 8      | 0      |
| 2024/25 | Triestina     | Serie C         | 9          | 0          | 0     | 0     | —              | —              | 9      | 0      |
| 2024/25 | → Foggia      | Serie C         | 9          | 0          | 0     | 0     | —              | —              | 9      | 0      |
| Totaal  | Totaal        | Totaal          | 168        | 15         | 9     | 1     | 0              | 0              | 177    | 16     |

Bijgewerkt op 20 juli 2025.

## Auto-ongevallen
In de avond van 30 maart 2023 reed Kiyine met zijn auto met een snelheid van 139 kilometer per uur in op een rotonde te Flémalle, waarop het voertuig metershoog gelanceerd werd en door de muur van een sporthal vloog. Kiyine raakte hierbij gewond en werd naar het ziekenhuis gebracht. Hij bleek 1,72 promille alcohol in zijn bloed te hebben. De sporthal werd zwaar beschadigd, al raakte geen van de aanwezigen gewond. Op 3 april maakte OHl bekend dat hij op non-actief gezet wordt zolang het onderzoek loopt. In maart 2024 oordeelde de Luikse politierechtbank dat hij schuldig was. De voetballer kreeg wel opschorting van straf en de feiten kwamen niet op zijn strafblad omdat hij zijn oprechte spijt betuigde, een alcoholslot in zijn wagen had laten plaatsen, vrijwilligerswerk had gedaan bij mensen met een handicap en lessen had genomen bij een instituut voor verkeersveiligheid.
Op 12 juli 2025 veroorzaakte Kiyine opnieuw een zwaar verkeersongeval waarbij zijn voertuig explodeerde. Ook na dit ongeval legde hij een positieve alcoholtest af.